# Ringarooma
Ringarooma är en ort i Australien. Den ligger i kommunen Dorset och delstaten Tasmanien, i den sydöstra delen av landet, omkring 190 kilometer norr om delstatshuvudstaden Hobart. Antalet invånare är 366.
Runt Ringarooma är det mycket glesbefolkat, med 2 invånare per kvadratkilometer.. Ringarooma är det största samhället i trakten. 
I omgivningarna runt Ringarooma växer i huvudsak städsegrön lövskog. Genomsnittlig årsnederbörd är 987 millimeter. Den regnigaste månaden är augusti, med i genomsnitt 119 mm nederbörd, och den torraste är januari, med 36 mm nederbörd.